# カルロス・デ・オリヴェイラ・マガリャエス
リトス（Litos）こと、カルロス・マヌエル・デ・オリヴェイラ・マガリャエス（Carlos Manuel de Oliveira Magalhães、1974年2月25日-）は、ポルトガル・ポルト出身の元プロサッカー選手。ポジションはセンターバック。
2001年の優勝チームであるボアヴィスタFCを中心に、9シーズンでプリメイラ・リーガ226試合に出場し、21ゴールを記録した。また、数年間スペインのマラガでもプレーした。

## クラブキャリア
1992年、SCカンポマイオレンセでプロのキャリアをスタートさせた。 また、下部組織時代にも所属していたボアヴィスタに短期間所属した後、GDエストリル・プライア、リオ・アヴェFCを経て、ボアヴィスタに復帰。2001-02シーズン、後にFCポルトへ移籍することとなるペドロ・エマヌエルと堅牢なセンターバックコンビを形成し、ボアヴィスタ唯一のプリメイラ・リーガ制覇にキャプテンとして貢献した。 
ボアヴィスタでのリーガ制覇の後、リーガ・エスパニョーラのマラガCFへ移籍。不動のレギュラーとして活躍した。2005-06シーズン、リーグ戦8試合の出場にとどまり、チームも2部に降格となった。なお、マラガでは5年にわたり同胞のエドガール、セルジオ・ドゥダと同僚であった。
2006-07シーズン、 アカデミカ・コインブラへ移籍。 1年目はレギュラーとしてプレーした後、2年目には余剰戦力と見なされ、2008年1月、オーストリア・ブンデスリーガのSVザルツブルクへ移籍。しかし、ザルツブルクで公式戦に出場することなくシーズン末に現役を引退。

## 代表歴
ポルトガル代表として6試合に出場。デビュー戦は1999年2月10日にパリで行われたエキシビジョンのオランダ代表に3分間出場したものだった。 また、1996年アトランタオリンピックにも出場した。

## 獲得タイトル
ボアヴィスタ
- プリメイラ・リーガ：1回（2000-01）[3]

マラガ
- UEFAインタートトカップ：1回（2002年）